# Escòcia en temps de l'Imperi Romà

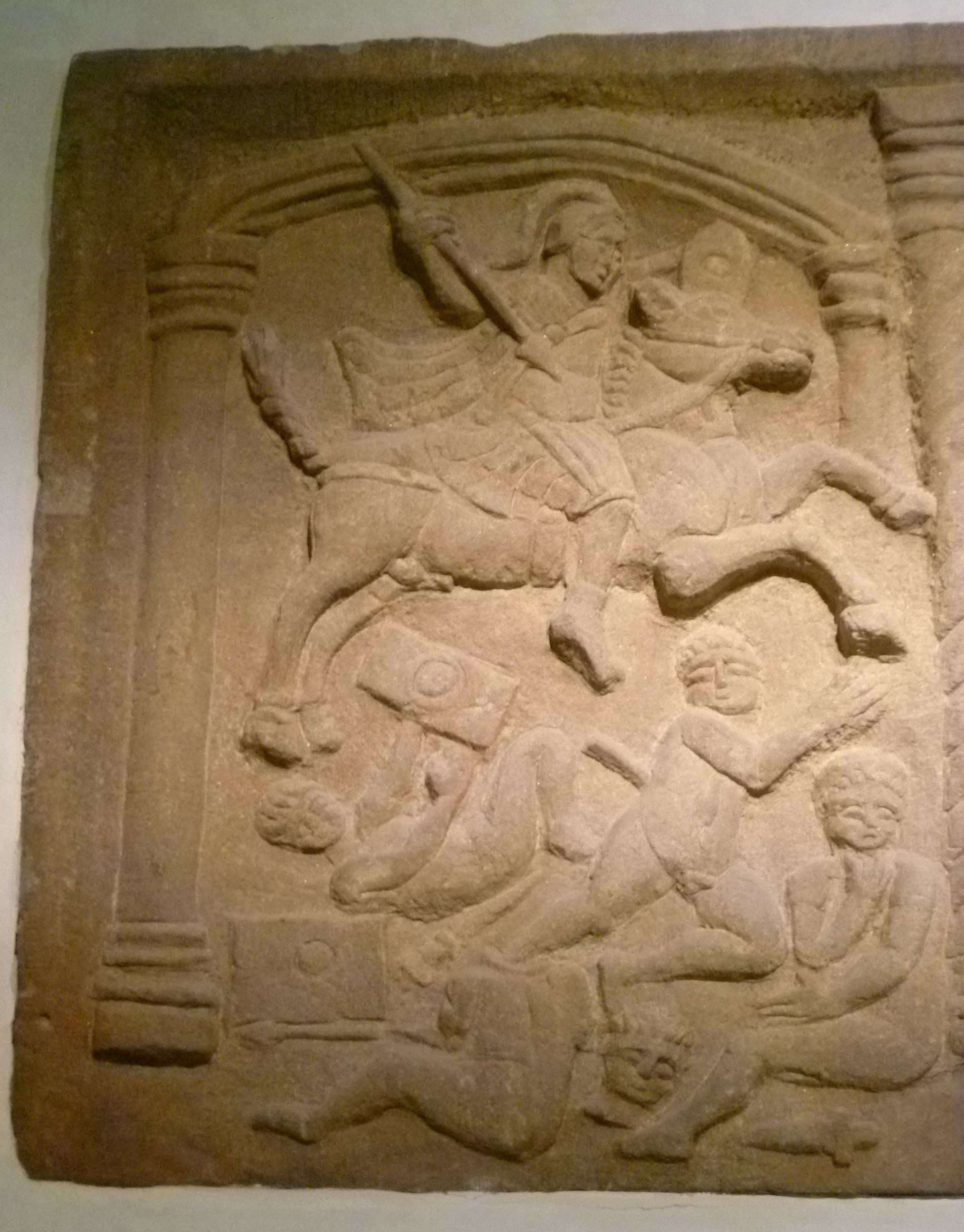
Representació d'un cavaller romà passant per sobre de pictes derrotats en la Llosa de Bridgeness, una tauleta descoberta a Bo'ness, al Mur d'Antoní, que data de mitjans del i es conserva al Museu Nacional d'Escòcia.

La història d'Escòcia en temps de l'Imperi Romà comprèn el període protohistòric durant el qual l'Imperi Romà interaccionà amb els territoris que avui en dia formen Escòcia. Malgrat els diversos intents dels romans de conquerir i governar la regió entre els segles i i iv, la major part de l'actual Escòcia, habitada pels caledons i els meates, no fou annexada a l'Imperi Romà.
En temps de l'Imperi Romà de l'edat antiga, la part de l'illa de la Gran Bretanya situada al nord del riu Forth es coneixia com a Caledònia. L'illa en si es deia Britànnia, topònim que substituí el nom grec antic Albió i que es feu servir igualment per a la província romana que cobria aproximadament allò que avui en dia és Anglaterra i Gal·les. Les legions romanes arribaren al territori que actualment és Escòcia cap al 71, després de sotmetre els britans que habitaven la part meridional de la Gran Bretanya en les tres dècades anteriors. Els exèrcits romans comandats per Quint Petil·li Cerial i Gneu Juli Agrícola emprengueren campanyes contra els caledons a les dècades del 70 i del 80. L'Agrícola, una biografia del governador romà de Britànnia escrita pel seu gendre, Tàcit, fa referència a una victòria romana al «mont Graupi», que donà nom als monts Grampians malgrat que la seva ubicació real és del tot desconeguda.